# Delias ganymedes
Delias ganymedes é uma espécie de borboleta endémica das Filipinas. Ela foi registada a partir do Monte Canlaon (Ilha Negros), do Monte Madia-as (Ilha Panay) e do Monte Halcon (Ilha Mindoro).
A envergadura é de 55 a 60 milímetros.

## Subespécies
- Delias ganymedes ganymedes (Monte Canlaon, Ilha Negros)
- Delias ganymedes filarorum Nihira e Kawamura, 1987 (Monte Madia-as, Ilha Panay)
- Delias ganymedes halconensis Nakano e Yagishita, 1993 (Monte Halcon, Ilha Mindoro)